# Popice (Jihlava)
Popice (německy Popice) je malá vesnice, část krajského města Jihlava. Nachází se asi 6,5 km na jihozápad od Jihlavy. V roce 2009 zde bylo evidováno 47 adres. V roce 2001 zde trvale žilo 49 obyvatel.
Popice leží v katastrálním území Popice u Jihlavy o rozloze 5,92 km2.

## Název
Na vesnici bylo přeneseno původní označení jejích obyvatel popici - "lidé náležející popovi" (pop bylo ve staré češtině označení pro nižšího kněze či kněze obecně). Protože existovalo i osobní jméno Pop, není jisté, že označení obyvatel a vsi se odvinulo od poddanství církvi. Přehled tvarů zaznamenaných v písemných pramenech: Popeitz (1387), Popicze (1431), Popietz (1678), Poppitz (1718), Poppowitz (1720), Poppitz (1751), Poppitz a Popice (1846, 1872), Popovice (1881), Popice a Popitz (1924), Popice u Jihlavy (1949), Popice v roce 1965. 

## Historie
První písemná zmínka o obci pochází z roku 1288. V roce 1558 vesnici koupilo město Jihlava. 1. srpnu 1976 byla vesnice sloučena s Jihlavou.

## Přírodní poměry
Popice leží v okrese Jihlava v Kraji Vysočina. Nachází se 7 km jižně od Jihlavy, 3,5 km jižně od Vysoké, 9,5 km severovýchodně od Třeště. Geomorfologicky je oblast součástí Česko-moravské subprovincie, konkrétně Křižanovské vrchoviny a jejího podcelku Brtnická vrchovina, v jejíž rámci spadá pod geomorfologický okrsek Kosovská pahorkatina. Nadmořská výška kolísá mezi 612 metry na východě vsi a 643 metry na západě. Nejvyšší bod, Popický vrch (682 m n. m.), leží na jihozápadní hranici katastru. Západně od vsi stojí Korunní vrch (661 m n. m.). Jižní částí katastru prochází Popický potok, na němž se jižně od Popic rozkládá Hrazený rybník. Západně od vsi pramení bezejmenný potok, na němž se nachází Podvesní rybník. Na území Popic se nachází evropsky významná lokalita Lužný rybník, který je pod ochranou pro přirozené eutrofní vodní nádrže s vegetací typu Magnopotamion nebo Hydrocharition. Na západním okraji obce u objektu garáže roste 30metrový památný javor klen.

## Obyvatelstvo
Podle sčítání 1930 zde žilo v 22 domech 134 obyvatel. 10 obyvatel se hlásilo k československé národnosti a 124 k německé. Žilo zde 133 římských katolíků a 1 příslušník Církve československé husitské.
| Rok            | 1869 | 1880 | 1890 | 1900 | 1910 | 1921 | 1930 | 1950 | 1961 | 1970 | 1980 | 1991 | 2001 | 2011 |
| -------------- | ---- | ---- | ---- | ---- | ---- | ---- | ---- | ---- | ---- | ---- | ---- | ---- | ---- | ---- |
| Počet obyvatel | 134  | 124  | 139  | 141  | 143  | 125  | 134  | 104  | 85   | 65   | 61   | 50   | 49   | 128  |